# مقاطعة ويلسون (كانساس)
مقاطعة ويلسون (بالإنجليزية: Wilson County)‏ هي إحدى المقاطعات في ولاية كانساس، الولايات المتحدة الأمريكية.